# Гримшоу, Фрэнсис Джозеф
Фрэнсис Джозеф Гримшоу (англ. Francis Joseph Grimshaw; 6 октября 1901, Бриджуотер, Сомерсет, Великобритания — 22 марта 1965, Бирмингем, Великобритания) — английский прелат Римско-католической церкви, пятый Архиепископ Бирмингема с 11 мая 1954 до кончины 22 марта 1965 года. Ранее шестой Епископ Плимута (1947—1954).

## Ранние годы
Фрэнсис Джозеф Гримшоу родился в городе Бриджуотер графства Сомерсет, Англия. Семья Гримшоу имела тесные связи с приходом церкви Св. Иосифа в Бриджуотер (мама Френсиса до глубокой старости была органистом прихода). Фрэнсис учился в Английском Колледже в Риме, где получил степень доктора богословия, и 27 февраля 1926 года (24 года) рукоположен в сан в родном приходе. Гримшоу стал первым священником, выходцем из своего прихода (основан в 1882 году).

## Церковная карьера

### Епископ Плимута
Объявлен 5-м епископом Плимута 2 июня 1947 года (45 лет). Церемонию епископской хиротонии вёл, назначенный за полгода до этого, молодой (48 лет) Архиепископ Бирмингема Джозеф Мастерсон, ему сослужил Епископ Клифтона Уильям Ли (72 года) и Епископ Ноттингема Эдвард Эллис (48 лет). Вступил в должность 25 июля 1947 года.

### Архиепископ Бирмингема
11 мая 1954 года (52 года) назначен 6-м архиепископом Бирмингема (третий по значимости пост в Католической Церкви Англии и Уэльса) на смену Джозефу Мастерсону, скончавшемуся в должности 30 ноября 1953 года. Фрэнсис Гримшоу прослужил в должности архиепископа Бирмингема 11 лет. Скончался, находясь в должности 22 марта 1965 года.
В честь архиепископа Гримшоу названа католическая средняя школа в городе Солихалл, недалеко от Бирмингема.